# Svjata Vatra
Svjata Vatra або Свята Ватра — естонсько-український фолк-роковий гурт. Лідер гурту Руслан Трочинський — учасник «Гайдамаків» у 1999—2004 — заснував колектив разом із естонськими музикантами у 2005 році.
Пісню «Калина» було визнано найкращою фолк/world music-піснею Естонії 2009 року.

## Учасники
- Руслан Трочинський — тромбон, вокал, коса (для ритму)
- Юхан Суйтс — естонська волинка, свисток, ріг, дримба, вокал
- Карл-Хайнріх Арро — барабани
- Робін Маеталу — гітара
- Атсь Тані — бас-гітара

## Колишні учасники
- Сандра Сілламаа — волинка
- Сілвер Сепп — перкусія
- Кульно Мальва — акордеон (2005—2013)
- Калле Кіндел — ударні інструменти
- Дмитро Дмитренко — барабани
- Мартін Ауліс — перкусія
- Арлет Тійґі — бас
- Мадіс Пільт — акордеон, вокал
- Пауль Нейтсов — гітара
- Петер Прікс — гітара

## Дискографія
- Svjata Vatra (2006)
- Kalyna (2008)
- Zillja Zelenen'ke (CD 2011, CD/DVD 2010)
- Svitlyi schljah (2013)
- Vabadus Svoboda (2015)
- Muutused / Zminy (2018) [Архівовано 9 серпня 2019 у Wayback Machine.]
- Maailm, Sa Muutud / Svit, Ty minjaeschsja (2020)